# Christine Mboma
Christine Mboma (* 22. Mai 2003 in Divundu) ist eine namibische Leichtathletin, die sich auf den Sprint, insbesondere auf den 200- und 400-Meter-Lauf spezialisiert hat, aber auch im Mittelstreckenlauf an den Start geht. 2021 stellte sie einen U20-Weltrekord über 400 m auf und verbesserte anschließend den Afrikarekord auf 48,54 s, die jedoch beide nicht von World Athletics anerkannt werden. Ihr bisher größter sportlicher Erfolg ist der Gewinn der Silbermedaille bei den Olympischen Spielen 2020 in Tokio über 200 Meter, wobei sie mit 21,81 s einen noch zu ratifizierenden U20-Weltrekord sowie Afrikarekord lief.
Am 30. September 2021 wurde eine Straße in Katima Mulilo nach Mboma benannt.

## Sportliche Laufbahn
Erste Erfahrungen bei Meisterschaften auf afrikanischer Ebene sammelte Christine Mboma im Jahr 2019, als sie im Alter von nur 15 Jahren in 2:17,11 min die Bronzemedaille im 800-Meter-Lauf bei den Südlichen Afrikameisterschaften in Réduit gewann. Im Jahr darauf gewann sie bei den Namibischen Meisterschaften in Windhoek im November die Titel über 800 m sowie im 1500-Meter-Lauf und kurz darauf verbesserte sie im südafrikanischen Pretoria ihre Bestmarke über 400 m auf 51,81 s und war damit bereits die zweitschnellste Namibierin über diese Distanz. Nur eine Woche später steigerte sie sich auf 51,57 s, blieb damit aber nur Zweite der nationalen Bestenliste hinter der gleichaltrigen Beatrice Masilingi, die zu diesem Zeitpunkt den U18-Afrikarekord und namibischen Landesrekord innehatte. Ende März 2021 absolvierte Mboma die 400 m in 50,97 s und erfüllte damit die Qualifikationsnorm für die Olympischen Sommerspiele in Tokio.
Nur kurz darauf am 11. April stellte die erst 17-Jährige einen neuen U-20-Welt- und Afrikarekord über die 400 Meter auf. Im sambischen Lusaka benötigte sie 49,24 s und erlief damit auch den neuen namibischen Rekord. Nur eine Woche später rannte sie die 400 m bei den Namibischen Meisterschaften in 49,22 s und verbesserte damit die genannten Rekorde um zwei weitere Hundertstelsekunden. Zudem gewann sie in der 4-mal-100-Meter-Staffel in 44,70 s ebenfalls den Titel und stellte damit einen neuen Landesrekord auf. Zudem sicherte sie sich erneut den Titel im 800-Meter-Lauf. Ende Mai absolvierte sie in Pretoria erst ihr zweites offiziellen Rennen über 200 m und erfüllte dort mit 22,73 s ebenfalls die Qualifikationsnorm für die Olympischen Spiele. Daraufhin reiste sie nach Europa, um dort an Rennen der World Athletics Continental Tour teilzunehmen.
So siegte sie am 7. Juni in 22,67 s über 200 m beim Memoriál Josefa Odložila und löste damit Beatrice Masilingi als Landesrekordhalterin über 200 m ab. Zwei Wochen darauf siegte sie dann in 22,79 s beim Meeting de Madrid, ehe sie am 30. Juni beim Memoriał Ireny Szewińskiej im polnischen Bydgoszcz über 400 m startete. Dort absolvierte sie die Stadionrunde in 48,54 s, übertraf damit ihre eigene Bestleistung und verbesserte damit auch den von der Nigerianerin Falilat Ogunkoya seit 1996 gehaltenen Afrikarekord um mehr als eine halbe Sekunde. Diese Leistung wird vom Weltverband jedoch weder als persönliche Bestleistung noch als U20-Welt- oder Afrikarekord anerkannt. Grund dafür ist die von World Athletics am 1. November 2018 in Kraft gesetzte und vom Internationalen Sportgerichtshof bestätigte Regelung zur Startberechtigung von Athletinnen mit DSD (differences in sex development), die diesen in den Laufdisziplinen von 400 Meter bis zu 1 Meile keinen Start im Frauenklassement erlaubt, wenn der Testosteronwert 5 nmol/L übersteigt. Nach medizinischen Untersuchungen bei einem Trainingsaufenthalt in Italien wurden höhere Testosteronwerte festgestellt und Mboma wurde dementsprechend ein Start über 400 Meter bei den Olympischen Spielen in Tokio untersagt, wie das Nationale Olympische Komitee von Namibia (NNOC) am 2. Juli 2021 mitteilte. Das NNOC kritisierte das Vorgehen des Weltverbands und gab an, eigene Tests hätten XX-Chromosome bei Mboma festgestellt. Mboma erfülle alle biologischen Merkmale einer Frau.
Bei den wegen der COVID-19-Pandemie verschobenen Olympischen Spielen in Tokio ging Mboma nur über 200 Meter an den Start und lief bereits in ihrem Vorlauf mit 22,11 s einen neuen U20-Weltrekord, den sie im Halbfinale weiter auf 21,97 s verbesserte, ehe sie im Finale mit erneuter Steigerung in 21,81 s die Silbermedaille hinter der Jamaikanerin Elaine Thompson-Herah gewann. Es war erst die zweite Medaille über 200 m einer afrikanischen Athletin, nachdem Mary Onyali-Omagbemi aus Nigeria 1996 die Bronzemedaille gewann. Wenige Wochen später startete Mboma über 200 m bei den U20-Weltmeisterschaften in Nairobi und siegte dort in überlegen mit neuem Meisterschaftsrekord von 21,84 s. Zudem gewann sie mit der namibischen 4-mal-100-Meter-Staffel in neuer Landesrekordszeit von 43,76 s ebenfalls die Silbermedaille, hinter dem Team aus Jamaika. Anfang September lief sie beim Memorial Van Damme in Brüssel erneut 21,84 s über 200 m und überquerte damit als erste die Ziellinie. Am 9. September gewann Mboma in Zürich in neuer U20-Weltrekordzeit und mit afrikanischem Rekord von 21,78 s.
2022 steigerte sie Mitte März den Landesrekord über 100 Meter auf 11,15 s und lief Anfang April in den Vereinigten Staaten 11,03 s und Erfüllte damit die Qualifikationsnorm für die Weltmeisterschaften in Eugene. Am 30. April lief steigerte sie den Landesrekord erneut, ihre Zeit von 10,97 Sekunden bedeutete zudem eine Verbesserung des U20-Afrikarekordes. Am selben Tag lief sie zudem noch die 200 Meter in 21,87 Sekunden, womit sie die erste U20-Athletin wurde, die jemals an einem Tag die 100 m unter 11 Sekunden und die 200 m unter 22 Sekunden lief. Bei den Commonwealth Games in Birmingham gewann Mboma in 22,80 Sekunden die Bronzemedaille. Aufgrund neuer Richtlinien des Weltverbandes World Athletics aus März 2023 muss sich Mboma, ebenso wie ihre Teamkollegin Beatrice Masilingi, einer Hormontherapie zur Senkung des Testosteronspiegels unterziehen um weiter an internationalen Wettkämpfen teilnehmen zu können. Sie fiel deshalb unter anderem für die Leichtathletik-Weltmeisterschaften 2023 aus. Ihr erstes Rennen nach der Therapie absolvierte Mboma am 20. April 2024 in Kenia, als sie mit 12,32 Sekunden über die 100 m als Letzte durchs Ziel lief. Im Juni schied sie bei den Afrikameisterschaften in Douala mit 12,00 s und 24,37 s jeweils im Halbfinale über 100 und 200 Meter aus.

### Persönliche Bestzeiten
- 100 Meter: 10,97 s (+1,6 m/s), 30. April 2022 in Gaborone (namibischer Rekord)
- 200 Meter: 21,78 s (+0,6 m/s), 9. September 2021 in Zürich (namibischer Rekord, afrikanischer Rekord, U20-Weltrekord)
- 400 Meter: 48,54 s, 30. Juni 2021 in Bydgoszcz (namibischer Rekord, Afrikarekord, U20-Weltrekord) (nicht von World Athletics anerkannt)
  - 49,22 s, 17. April 2021 in Windhoek
- 800 Meter: 2:03,27 min, 10. April 2021 in Lusaka
- 1500 Meter: 5:00,33 min, 25. Januar 2020 in Rietfontein
- 4 × 100 Meter: 43,76 s, 22. August 2021 in Nairobi (namibischer Rekord)

### Auszeichnungen
- 2021: Sportstar des Jahres, Namibia Annual Sports Awards (NASA)
- 2021: Sportlerin des Jahres, Namibia Annual Sports Awards (NASA)
- 2021: Nachwuchssportlerin des Jahres, Namibia Annual Sports Awards (NASA)[18]
- 2021: BBC African Sports Personality of the Year[19]